# Janet. (VHS)
janet. è una raccolta di videoclip della cantante statunitense Janet Jackson estratti dal suo album janet. (1993) e pubblicata in VHS il 15 novembre 1994.

## Descrizione
In seguito al successo dell'album janet. del '93 fu pubblicata, un anno dopo, una raccolta dei videoclip estratti dal disco.
L'antologia, oltre ai cinque video associati ai singoli, contiene quattro remix delle versioni standard.
La raccolta uscì in VHS e in seguito non fu mai riversata su DVD. La copertina riporta l'immagine apparsa su un numero della rivista musicale Rolling Stone, nella quale la cantante era ritratta seminuda, con il seno coperto da due mani maschili provenienti da dietro la schiena, quelle dell'ex marito René Elizondo Jr.

### Omissioni
I videoclip dei singoli Whoops Now e What'll I Do non compaiono perché furono realizzati tra gennaio e febbraio 1995, circa due mesi dopo l'uscita della compilation, mentre Because of Love, che era già stato pubblicato come singolo e come clip nel gennaio 1994, non fu inserito deliberatamente.

## Tracce
1. That's the Way Love Goes (René Elizondo)
2. If (Dominic Sena)
3. Again (René Elizondo)
4. Any Time, Any Place (Keir McFarlane)
5. You Want This (Kier McFarlane, René Elizondo)
6. That's the Way Love Goes (One Take Version) (René Elizondo)
7. If (All Dance Version) (Dominic Sena)
8. Any Time, Any Place (R. Kelly Mix) (Keir McFarlane)
9. You Want This (Colorized Version) (Kier McFarlane, René Elizondo)

### Contenuti speciali
1. Dietro le quinte
2. Le prove di If
3. Interviste a Janet e ai ballerini